# 11 febbraio
L'11 febbraio è il 42º giorno del calendario gregoriano. Mancano 323 giorni alla fine dell'anno (324 negli anni bisestili).

## Eventi
- 660 a.C. – Data tradizionale di fondazione del Giappone da parte dell'imperatore Jimmu Tenno
- 1531 – Enrico VIII d'Inghilterra viene riconosciuto come capo supremo della Chiesa d'Inghilterra
- 1543 – Battaglia di Wayna Daga: truppe etiopico-portoghesi sconfiggono un esercito musulmano
- 1752 – Fortemente voluto da Benjamin Franklin, apre il Pennsylvania Hospital, il primo ospedale statunitense
- 1790 – La Società degli Amici presenta una petizione al Congresso degli Stati Uniti per l'abolizione della schiavitù
- 1794 – Prima sessione del Senato degli Stati Uniti aperta al pubblico
- 1808 – Primo impiego sperimentale dell'antracite come combustibile
- 1809 – Robert Fulton brevetta la nave a vapore
- 1814 – La Norvegia proclama l'indipendenza, segnando la fine dell'Unione di Kalmar
- 1826 – L'University College di Londra viene fondato con il nome di Università di Londra
- 1837 – L'American Physiological Society si costituisce a Boston, Massachusetts
- 1840 – La figlia del reggimento, opera di Gaetano Donizetti, viene eseguita per la prima volta a Parigi
- 1843 – Prima dell'opera I Lombardi alla prima crociata di Giuseppe Verdi a Milano
- 1848 – Ferdinando II promulga la costituzione del Regno delle Due Sicilie, concessa il 29 gennaio precedente come risposta alle sommosse scoppiate in tutto il Regno
- 1858 – La Beata Vergine Maria appare per la prima volta a Santa Bernadette Soubirous a Lourdes
- 1861 – Stati Uniti d'America: la Camera dei rappresentanti approva all'unanimità una risoluzione che garantisce la non-interferenza con le scelte degli Stati sulla schiavitù
- 1873 – Re Amedeo I di Spagna abdica
- 1889 – Viene adottata la Costituzione Meiji del Giappone; la prima Dieta del Giappone si riunisce nel 1890
- 1902 – La polizia reprime con violenza la manifestazione per il suffragio universale a Bruxelles
- 1903 – La nona sinfonia di Anton Bruckner viene eseguita per la prima volta a Vienna
- 1906 – Papa Pio X pubblica l'enciclica "Vehementer Nos"
- 1916 – Emma Goldman viene arrestata per aver tenuto una lezione sul controllo delle nascite
- 1918 – Gabriele D'Annunzio, Luigi Rizzo e Costanzo Ciano nella notte tra il 10 e l'11 febbraio compiono la cosiddetta Beffa di Buccari
- 1919 – Friedrich Ebert (SPD), viene eletto presidente della Germania
- 1928 – Iniziano i II Giochi olimpici invernali a Sankt Moritz, Svizzera
- 1929 – Il cardinale Pietro Gasparri e Benito Mussolini firmano i Patti Lateranensi tra Santa Sede e Regno d'Italia
- 1943 – Seconda guerra mondiale: il generale Dwight D. Eisenhower viene scelto come comandante delle armate alleate in Europa
- 1944 – Seconda guerra mondiale: Resistenza: nove partigiani antifascisti, tutti originari di Palombaro (Chieti), vengono fucilati dai nazifascisti a Pescara
- 1945 – Seconda guerra mondiale: si conclude la Conferenza di Jalta
- 1948 – Irlanda: John A. Costello succede a Éamon de Valera come primo ministro (Taoiseach)
- 1953
  - Il presidente statunitense Dwight D. Eisenhower rifiuta la richiesta di clemenza per Ethel e Julius Rosenberg
  - L'Unione Sovietica rompe le relazioni diplomatiche con Israele
- 1963 – I Beatles incidono nel corso di tre sedute da tre ore ciascuna effettuate negli studi di Abbey Road il loro primo album, Please Please Me
- 1964
  - Grecia e Turchia si scontrano a Limisso, Cipro
  - La Repubblica di Cina (Taiwan) rompe le relazioni diplomatiche con la Francia
- 1967 – A Oberstdorf (Germania), Lars Grini è il primo uomo a raggiungere i 150 metri nel salto con gli sci
- 1968 – Scontri sul confine israelo-giordano
- 1971 – USA, Regno Unito, URSS e altre nazioni firmano il trattato di messa al bando dell'installazione di armi nucleari e di distruzione di massa sui fondali marini delle acque internazionali (Seabed Arms Control Treaty)
- 1973 – Guerra del Vietnam: primo rilascio di prigionieri di guerra statunitensi dal Vietnam
- 1978 – La Cina mette all'indice le opere di Shakespeare, Aristotele e Charles Dickens, la cui lettura diviene pertanto proibita
- 1979 – L'Ayatollah Ruhollah Khomeini prende il potere in Iran
- 1981 – 100.000 galloni (380 m³) di refrigerante radioattivo fuoriescono nell'edificio di contenimento della centrale nucleare TVA Sequoyah 1 in Tennessee, contaminando otto lavoratori[1]
- 1986 – Anatoly Sharansky, rilasciato dall'URSS, lascia la nazione
- 1987 – Entra in vigore la costituzione delle Filippine
- 1990 – In Sudafrica viene liberato Nelson Mandela dopo ventisei anni di carcere. Data simbolica per l'abolizione dell'apartheid
- 2004 – L'imprenditore italiano Sergio Cragnotti viene arrestato per il crac della Cirio
- 2011 – Egitto, si dimette dopo trent'anni di presidenza il presidente Hosni Mubarak in seguito alle proteste popolari sfociate contro il governo dittatoriale
- 2012 – Beverly Hills, muore Whitney Houston nella suite di un hotel
- 2013 – Città del Vaticano, papa Benedetto XVI annuncia di rinunciare al soglio pontificio con efficacia dal 28 febbraio
- 2016 – Il team di scienziati del rilevatore Advanced LIGO dimostra l'esistenza delle onde gravitazionali
- 2018 – Il volo Saratov Airlines 703 precipita durante il decollo all'Aeroporto di Orsk in Russia causando la morte di tutte e settantuno le persone presenti a bordo

## Nati
Ci sono circa 1 220 voci su persone nate l'11 febbraio; vedi la pagina Nati l'11 febbraio per un elenco descrittivo o la categoria Nati l'11 febbraio per un indice alfabetico.

## Morti
Ci sono circa 570 voci su persone morte l'11 febbraio; vedi la pagina Morti l'11 febbraio per un elenco descrittivo o la categoria Morti l'11 febbraio per un indice alfabetico.

## Feste e ricorrenze

### Civili
Internazionali:
- Giornata mondiale del malato
- Giornata europea del 112[2]
- Giornata internazionale delle donne e delle ragazze nella scienza[3]

Nazionali:
- Italia – anniversario della firma del concordato tra Italia e Santa Sede;
- Giappone – festa nazionale per l'anniversario della fondazione del Paese;
- Città del Vaticano – festa nazionale per l'anniversario dell'indipendenza del Paese.

### Religiose
Cristianesimo:
- Madonna di Lourdes
- Sant'Ardagno di Tournus, abate
- San Castrense di Sessa, vescovo e martire
- Sant'Eloisa, reclusa
- Santa Gobnat, vergine
- San Gregorio II, papa
- Santi Martiri della Numidia
- San Pasquale I, papa
- San Pedro de Jesus Maldonado Lucero, martire
- San Secondino vescovo
- San Severino di Agaune, abate
- san Simplicio, vescovo di Vienne
- Santa Sotere, vergine e martire
- San Vsevolod di Pskov, principe (Chiesa ortodossa)
- Beato Bartolomeo di Olmedo, sacerdote mercedario
- Beato Pietro da Cuneo, martire francescano
- Beato Tobia Borras Romeu, martire

Religione romana antica e moderna:
- Fornacalia, quinto giorno
- Primo giorno dedicato ai Mani familiari (dies parentalis)